# ルラーゴ・マリノーネ
ルラーゴ・マリノーネ（伊: Lurago Marinone）は、イタリア共和国ロンバルディア州コモ県にある、人口約2,600人の基礎自治体（コムーネ）。

## 地理

### 位置・広がり
コモ県南西部のコムーネ。県都コモから南西へ14kmの距離にある。

#### 隣接コムーネ
隣接するコムーネは以下の通り。
- アッピアーノ・ジェンティーレ
- カルボナーテ
- フェネグロ
- リーミド・コマスコ
- モッツァーテ
- ヴェニアーノ

### 地震分類
イタリアの地震リスク階級 (it) では、4 に分類される
。